# Sjajna huperzija
Sjajna huperzija (sitna prečica, lat. Huperzia selago), biljna vrsta iz porodice crvotočina, pripada rodu đavolji nokat ili huperziji. 
To je ljekovita zimzelena trajnica koja raste na kiselim staništima po svim kontinentima, a ima je i u Hrvatskoj (Velebit, Gorski kotar, Ivančica).